# ريج هولاند
ريج هولاند (بالإنجليزية: Reg Holland)‏ (23 يناير 1940 في المملكة المتحدة - 3 يناير 2019) هو لاعب كرة قدم بريطاني في مركز الظهير. شارك مع منتخب إنجلترا تحت 16 سنة لكرة القدم ومنتخب إنجلترا تحت 18 سنة لكرة القدم. أما مع النوادي، فقد لعب مع مانشستر يونايتد ونادي ريكسهام ونادي تشستر سيتي ونادي ألترينتشام.

## وصلات خارجية
- ريج هولاند على موقع قاعدة بيانات كرة القدم.إي يو (الإنجليزية)